# .azw
L'AZW est un format de données développé par Amazon spécifiquement pour les liseuses de la gamme Kindle.
Il fait partie des nombreux formats de fichiers dédiés aux ebook.
C'est un format de données propriétaire, qui n'est compatible qu'avec les liseuses Kindle, avec lequel Amazon tente d'étouffer la concurrence.
Les fichiers .azw supportent la gestion numérique des droits (DRM). Il est présent de manière native sur les Kindle. Il est très similaire au .mobi mais  il bénéficie de taux de compression supérieur.